# ジャダンバ・ナラントンガラグ
ジャダンバ・ナラントンガラグ（Jadamba Narantungalag、1975年12月16日 - ）は、モンゴルの男性キックボクサー、総合格闘家。オブス県オラーンゴム出身。チーム・トンガー所属。元ONE世界フェザー級王者。元LFCライト級王者。
「モンゴル中量級最強戦士」の異名を持ち、モンゴル全国K-1大会優勝を3回果たした。極真空手から始まりアマチュアK-1大会で優勝を何回も果たしている。

## 来歴
2003年11月3日、新日本プロレス「YOKOHAMA DEAD OUT」でTOMOとK-1ルールで対戦。2R左ハイキックでKO負け。
2004年4月7日、K-1 WORLD MAX 2004 〜世界一決定トーナメント開幕戦〜でアルバート・クラウスと対戦。クラウスからダウンを奪い、判定で敗れはしたものの主催者推薦で決勝トーナメント出場を決めた。
2004年7月7日に行われた魔裟斗戦も判定で敗れはしたものの、善戦した。
2006年8月15日、エンセン井上がプロデュースした興行「『心』 〜Kill or be Killed〜」でISEと対戦し、判定負け。
2007年9月19日、ツグト"忍"アマラが主催した「IMPERIAL 〜帝国〜」に出場し、美木航に判定勝ち。
2009年6月27日、MGL-1 70kg級K-1トーナメントに出場し、全試合KO勝ちで優勝。
2009年7月18日、中国で開催された中国最大の総合格闘技団体「ART OF WAR 13」に出場し、WMC世界王者のベルヌエン・サクホムシンと対戦し、1R勝ち。
2010年3月12日、MGL-1 73kg級MMAトーナメントに出場し、優勝。

### SRC
2010年8月22日、SRC初参戦となったSRC14で郷野聡寛と対戦し、3-0の判定勝ちを収めた。この試合から「チーム朝青龍」所属となった。
2010年12月30日、戦極 Soul of Fightで横田一則と対戦し、左フックによる失神KO勝ち。

### LFC
2011年8月25日、Legend Fighting Championship参戦を発表。
2011年8月26日、所属が「チーム朝青龍」から「チーム・トンガー」に変更。
2011年10月30日、Legend Fighting Championship 6のライト級タイトルマッチでエイドリアン・パンと対戦し、2-1の判定勝ちを収め王座獲得に成功した。
2012年3月30日、Legend Fighting Championship 8のライト級タイトルマッチでナム・ウィチョルと対戦し、2Rギロチンチョークによる一本勝ちを収め初防衛に成功した。
2013年4月27日、Legend Fighting Championship 11のライト級タイトルマッチで安藤晃司と対戦し、右足首の負傷でTKO負けを喫し王座陥落した。

### ONE
2014年8月29日、ONE FC 19の世界フェザー級タイトルマッチで大石幸史と対戦し、3-0の判定勝ちを収め王座獲得に成功した。
2015年11月21日、ONE Championship 34の世界フェザー級王座統一戦で暫定王者マラット・ガフロフと対戦し、リアネイキドチョークで一本負けを喫し王座陥落した。
2016年11月11日、ONE Championship 49の世界フェザー級タイトルマッチでマラット・ガフロフと再戦し、リアネイキドチョークで一本負けを喫し王座獲得に失敗した。

## 戦績

### 総合格闘技
| 総合格闘技 戦績 | 総合格闘技 戦績 | 総合格闘技 戦績 | 総合格闘技 戦績 | 総合格闘技 戦績 | 総合格闘技 戦績 | 総合格闘技 戦績 |
| --------------- | --------------- | --------------- | --------------- | --------------- | --------------- | --------------- |
| 19 試合         | (T)KO           | 一本            | 判定            | その他          | 引き分け        | 無効試合        |
| 14 勝           | 3               | 5               | 6               | 0               | 0               | 0               |
| 5 敗            | 2               | 2               | 1               | 0               | 0               | 0               |

| 勝敗 | 対戦相手                 | 試合結果                            | 大会名                                                                      | 開催年月日     |
| ○    | 徳留一樹                 | 5分3R終了 判定3-0                   | ONE CHAMPIONSHIP PURSUIT OF POWER                                           | 2018年7月13日  |
| ○    | エドワード・ケリー       | 2R 4:58 TKO（パンチ）               | ONE CHAMPIONSHIP PINNACLE OF POWER                                          | 2018年6月23日  |
| ×    | マラット・ガフロフ       | 1R 4:51 リアネイキドチョーク        | ONE Championship 49: Defending Honor 【ONE世界フェザー級タイトルマッチ】    | 2016年11月11日 |
| ○    | エリック・ケリー         | 1R 0:44 KO（パンチ）                | ONE Championship 44: Dynasty of Champions 6                                 | 2016年7月2日   |
| ○    | 朴光哲                   | 3R 1:27 ヴォンフルーチョーク        | ONE Championship 42: Ascent to Power                                        | 2016年5月6日   |
| ×    | マラット・ガフロフ       | 4R 4:39 リアネイキドチョーク        | ONE Championship 34: Dynasty of Champions 4 【ONE世界フェザー級王座統一戦】 | 2015年11月21日 |
| ○    | 大石幸史                 | 5分5R終了 判定3-0                   | ONE FC 19: Reign of Champions 【ONE FC世界フェザー級タイトルマッチ】        | 2014年8月29日  |
| ○    | ホノリオ・バナリオ       | 5分3R終了 判定3-0                   | ONE FC 16: Honor and Glory                                                  | 2014年5月30日  |
| ×    | 安藤晃司                 | 3R 0:47 TKO（右足首の負傷）         | Legend Fighting Championship 11 【LFCライト級タイトルマッチ】               | 2013年4月27日  |
| ○    | ナム・ウィチョル         | 2R 0:58 ギロチンチョーク            | Legend Fighting Championship 8 【LFCライト級タイトルマッチ】                | 2012年3月30日  |
| ○    | エイドリアン・パン       | 5分3R終了 判定2-1                   | Legend Fighting Championship 6 【LFCライト級タイトルマッチ】                | 2011年10月30日 |
| ○    | 横田一則                 | 1R 2:03 KO（左フック）              | 戦極 Soul of Fight                                                          | 2010年12月30日 |
| ○    | 郷野聡寛                 | 5分3R終了 判定3-0                   | SRC14                                                                       | 2010年8月22日  |
| ○    | オトゴンバートル         | 1R チョークスリーパー               | MGL-1: 2010 Mongolian MMA Championship 【73kg級トーナメント 決勝】          | 2010年3月12日  |
| ○    | ブレンゾリグ             | 1R 腕ひしぎ十字固め                 | MGL-1: 2010 Mongolian MMA Championship 【73kg級トーナメント 1回戦】         | 2010年3月12日  |
| ○    | ベルヌエン・サクホムシン | 1R 2:28 腕ひしぎ十字固め            | AOW 13: Rising Force                                                        | 2009年7月18日  |
| ○    | 美木航                   | 5分2R終了 判定3-0                   | IMPERIAL 〜帝国〜                                                           | 2007年9月19日  |
| ×    | ISE                      | 5分2R終了 判定0-3                   | 『心』 〜Kill or be Killed〜                                                | 2006年8月15日  |
| ×    | 山本"KID"徳郁            | 1R 1:55 KO（右ストレート→パウンド） | K-1 WORLD MAX 2004 〜世界王者対抗戦〜                                       | 2004年10月13日 |

### キックボクシング
| 勝敗 | 対戦相手                    | 試合結果                   | 大会名                                                           | 開催年月日     |
| ○    | U・ガントゥムル             | 1R KO                      | MGL-1 70kg級トーナメント決勝                                     | 2009年6月27日  |
| ○    | D・ビャンバドルジ           | 2R KO                      | MGL-1 70kg級トーナメント準決勝                                   | 2009年6月27日  |
| ○    | B・トゥウシントゥグス       | 2R KO                      | MGL-1 70Kg級トーナメント1回戦                                    | 2009年6月27日  |
| ×    | ツグト"忍"アマラ            | 3R終了 判定0-3             | K-1 WORLD MAX 2007 〜世界最終選抜〜                              | 2007年4月4日   |
| ×    | アンディ・サワー            | 5R終了 判定0-3             | SHOOT BOXING 20th Anniversary Series 5th                         | 2005年11月25日 |
| ×    | ブアカーオ・ポー.プラムック | 3R終了 判定0-2             | K-1 WORLD MAX 2005 〜世界一決定トーナメント決勝戦〜 【準々決勝】 | 2005年7月20日  |
| ○    | 安廣一哉                    | 3R終了 判定3-0             | K-1 WORLD MAX 2005 〜世界一決定トーナメント開幕戦〜 【1回戦】    | 2005年5月4日   |
| ×    | 魔裟斗                      | 3R終了 判定0-2             | K-1 WORLD MAX 2004 〜世界一決定トーナメント〜 【準々決勝】       | 2004年7月7日   |
| ×    | アルバート・クラウス        | 延長R終了 判定0-3          | K-1 WORLD MAX 2004 〜世界一決定トーナメント開幕戦〜 【1回戦】    | 2004年4月7日   |
| ×    | TOMO                        | 2R 1:58 KO（左ハイキック） | 新日本プロレス「YOKOHAMA DEAD OUT」 【K-1ルール】                | 2003年11月3日  |

## 獲得タイトル
- MGL-1 70kg級K-1トーナメント 優勝（2009年）
- MGL-1 73kg級MMAトーナメント 優勝（2010年）
- 第2代LFCライト級王座（2011年）
- 第3代ONE世界フェザー級王座（2014年）